# Taza de Agua Ojo Zarco
Taza de Agua Ojo Zarco är en ort i Mexiko.   Den ligger i kommunen Nogales och delstaten Veracruz, i den sydöstra delen av landet, 210 km öster om huvudstaden Mexico City. Taza de Agua Ojo Zarco ligger 1 342 meter över havet och antalet invånare är 1 482.
Terrängen runt Taza de Agua Ojo Zarco är varierad. Taza de Agua Ojo Zarco ligger nere i en dal. Runt Taza de Agua Ojo Zarco är det ganska tätbefolkat, med 134 invånare per kvadratkilometer. Närmaste större samhälle är Orizaba, 13,2 km nordost om Taza de Agua Ojo Zarco. I omgivningarna runt Taza de Agua Ojo Zarco växer huvudsakligen savannskog.